# Benzion Netanyahu
Benzion Netanyahu, nato Milejkowski (Varsavia, 25 marzo 1910 – Gerusalemme, 30 aprile 2012), è stato uno storico israeliano, padre di Yonatan, Iddo e Benjamin Netanyahu.

## Biografia
Nacque a Varsavia, originariamente come Bensyjon (Bencyjon) Milejkowski prima di cambiare il suo cognome in Netanyahu secondo il processo di ebraizzazione dei cognomi, dove visse con la sua famiglia fino al 1920. Quindi emigrò con la sua famiglia in Palestina, inizialmente è vissuto a Giaffa e dopo a Gerusalemme per diversi anni, ha studiato all'Università Ebraica. Ha trascorso vari periodi negli Stati Uniti, dove ha lavorato come professore universitario.
Padre di Yonatan e Benjamin Netanyahu, è stato membro del sionismo revisionista vicino ad Abba Achimeir, è stato condirettore del quotidiano Betar (1933-1934) prima di recarsi a New York per diventare segretario di Vladimir Žabotinskij. È morto la mattina del 30 aprile 2012, nella sua casa a Gerusalemme all'età di 102 anni.

## Omaggi
È protagonista del romanzo di Joshua Cohen, I Netanyahu, edito in Italia da Codice Edizioni e vincitore del Premio Pulitzer nel 2022.